# Mehdi Ouertani
Pour les articles homonymes, voir Ouertani.
Mehdi Ouertani, né le 17 juin 1990 à Marseille, est un footballeur tunisien. Il évolue au poste de milieu de terrain.

## Biographie
En juillet 2017, il effectue un essai d'une semaine avec le Toulouse FC.
En octobre 2021, le joueur revient en France en signant au Vendée Les Herbiers Football, club pensionnaire de National 2. Il n'est pas conservé par le club, et est libre de tout contrat depuis juillet 2022.

## Carrière
- juillet 2003-juillet 2006 : FC Istres B (France)
- juillet 2008-août 2009 : Union sportive Marseille Endoume Catalans (France)
- août 2009-juillet 2011 : Club athlétique bizertin (Tunisie)
- janvier-juillet 2012 : Stade tunisien (Tunisie)
- juillet 2012-septembre 2013 : Avenir sportif de La Marsa (Tunisie)
- septembre 2013-janvier 2014 : Olympique de Béja (Tunisie)
- janvier 2014-juillet 2015 : Étoile sportive de Métlaoui (Tunisie)
- juillet 2015-août 2016 : Union sportive de Ben Guerdane (Tunisie)
- août-décembre 2016 : Jeunesse sportive kairouanaise (Tunisie)
- décembre 2016-juillet 2019 : Nasr Athletic Hussein Dey (Algérie)
- juillet 2019-octobre 2020 : MC Alger (Algérie)
- octobre 2020-octobre 2021 : Union sportive madinet Bel Abbès (Algérie)
- depuis octobre 2021 : Les Herbiers VF (France)